# Вайнграбен
Вайнграбен (нім. Weingraben) — громада округу Оберпуллендорф у землі Бургенланд, Австрія.
Вайнграбен лежить на висоті  415 м над рівнем моря і займає площу  9,2 км². Громада налічує 352 мешканців. 
Густота населення 38/км².  
|                                     |
| Вайнграбен на мапі округу та землі. |

 Адреса управління громади: Hauptplatz 5, 7372 Weingraben. 

## Демографія
Історична динаміка населення міста за даними сайту Statistik Austria

## Виноски
1. ↑  Dauersiedlungsraum der Gemeinden Politischen Bezirke und Bundesländer - Gebietsstand 1.1.2018 — Статистичне управління Австрії.
2. ↑  Einwohnerzahl 1.1.2018 nach Gemeinden mit Status, Gebietsstand 1.1.2018 — Статистичне управління Австрії.
3. ↑  Gemeindedaten von Weingraben. Архів оригіналу за 23 січня 2016. Процитовано 11 листопада 2013.

| Австрія | Це незавершена стаття з географії Австрії. Ви можете допомогти проєкту, виправивши або дописавши її. |